# إليزابيث غيلمر
إليزابيث غيلمر (بالإنجليزية: Elizabeth Gilmer)‏ هي عاملة اجتماعية نيوزيلندية، ولدت في 24 مارس 1880 في Kumara, New Zealand ‏ في نيوزيلندا، وتوفيت في 29 فبراير 1960 في ويلينغتون في نيوزيلندا.